# Wanblee (Dakota del Sur)
Wanblee (lakota: Waŋblí Hoȟpi) es un lugar designado por el censo ubicado en el condado de Jackson en el estado estadounidense de Dakota del Sur. En el Censo de 2010 tenía una población de 725 habitantes y una densidad poblacional de 130,26 personas por km².

## Geografía
Wanblee se encuentra ubicado en las coordenadas 43°34′15″N 101°39′46″O / 43.57083, -101.66278. Según la Oficina del Censo de los Estados Unidos, Wanblee tiene una superficie total de 5.57 km², de la cual 5.55 km² corresponden a tierra firme y (0.33%) 0.02 km² es agua.

## Demografía
Según el censo de 2010, había 725 personas residiendo en Wanblee. La densidad de población era de 130,26 hab./km². De los 725 habitantes, Wanblee estaba compuesto por el 1.93% blancos, el 0% eran afroamericanos, el 94.48% eran amerindios, el 0% eran asiáticos, el 0% eran isleños del Pacífico, el 0% eran de otras razas y el 3.59% pertenecían a dos o más razas. Del total de la población el 2.76% eran hispanos o latinos de cualquier raza.

## Personalidades
- Russell Means (1939-2012), activista amerindio.